# Будкі (гміна Вітоня)
Будкі (пол. Budki) — село в Польщі, у гміні Вітоня Ленчицького повіту Лодзинського воєводства.
У 1975-1998 роках село належало до Плоцького воєводства.